# Voodoo Six
Voodoo Six es una banda de heavy metal formada en el año 2003 por el bajista Tony Newton y el guitarrista Richie Faulkner. Su alineación actual consiste en Luke Purdie (voz), Matt Pearce (guitarra), Chris Jones (guitarra), Tony Newton (bajo) y Joe Lazarus (batería). La agrupación giró con Iron Maiden en su Maiden England World Tour, además de realizar una gira europea en 2014. El guitarrista Richie Faulkner es en la actualidad uno de los guitarrista de la agrupación Judas Priest.

## Discografía

### Estudio
- "Feed My Soul" (2006)
- "First Hit For Free" (2008)
- "Fluke" (2010)
- "Songs To Invade Countries To" (2013)